# Claes Gustaf Norström

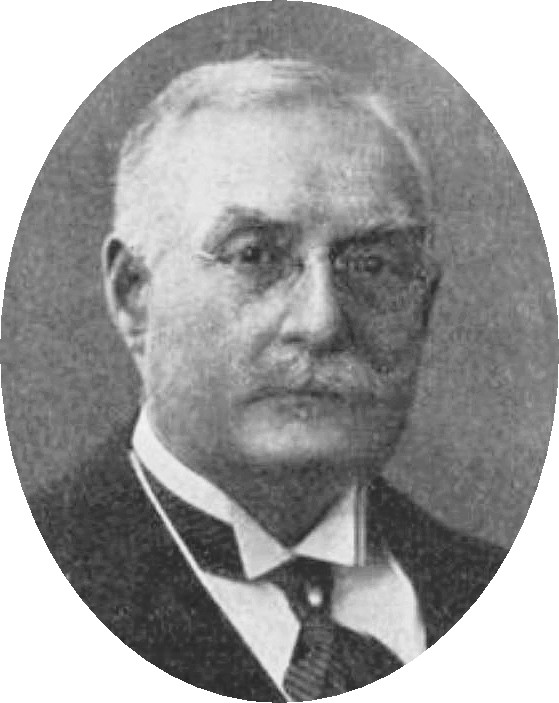
Claes Gustaf Norström.

Claes Gustaf Norström (ibland stavat Nordström), född 7 oktober 1854 i Stockholm, död 26 januari 1929 i Stockholm, var en svensk civilingenjör. 

## Biografi

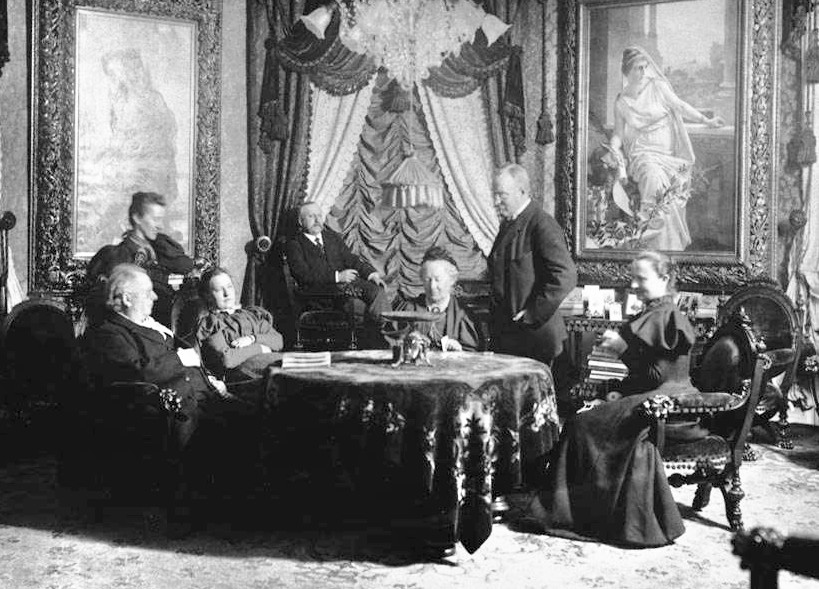
Claes Norström (stående i bakgrunden) i kretsen av den Bünsowska familjen i bostaden på Strandvägen 33. Fredrik Bünsow sitter längst till vänster och hustru Alma sitter till vänster om denne (1890-tal).

Claes Norström var son till järnvägsmannen Carl Edward Norström och Emma Margaretha Lundberg. Han avlade mogenhetsexamen i Jönköping 1874 och tog examen vid KTH i Stockholm 1877. Därefter fick han anställning som nivellör vid Statens Järnvägar. Mellan 1884 och 1891 var han biträdande ingenjör vid mellersta väg- och vattenbyggnadsdistriktet. Vid den tiden var han även en av arkitekt Isak Gustaf Clasons medarbetare och fungerade som byggnadskontrollant vid bygget för det av Clason ritade Nordiska museet. Troligen var han även byggansvarig vid uppförandet av Bünsowska huset, ritat av Clason 1886.
Norström var ledamot i centralkommittén vid Allmänna konst- och industriutställningen 1897 och hedersledamot i Samfundet för Nordiska Museets främjande samma år. Han satt i Stockholms stadsfullmäktige 1898-1915 och var ledamot av Stockholms stads hälsovårdsnämnd från och med 1915.

### Privat
Claes Norström gifte sig 1881 med Fredrik Bünsows dotter Alma Cecilia (född 1855) och kom att deläga det Bünsowska huset vid Strandvägen 29-33 efter Fredrik Bünsow bortgång. Han ägde även egendomen Merlo slott i Timrå som han ärvt efter sin svärfar. Han fann sin sista vila på Norra begravningsplatsen där han gravsattes den 30 januari 1929. I samma grav ligger även hustrun Alma Cecilia Norström (död 1934).